# Dicephalospora chrysotricha
Dicephalospora chrysotricha är en svampart som först beskrevs av Miles Joseph Berkeley, och fick sitt nu gällande namn av Verkley 2004. Dicephalospora chrysotricha ingår i släktet Dicephalospora och familjen Rutstroemiaceae.   Inga underarter finns listade i Catalogue of Life.